# Tom Chilton (producent gier)

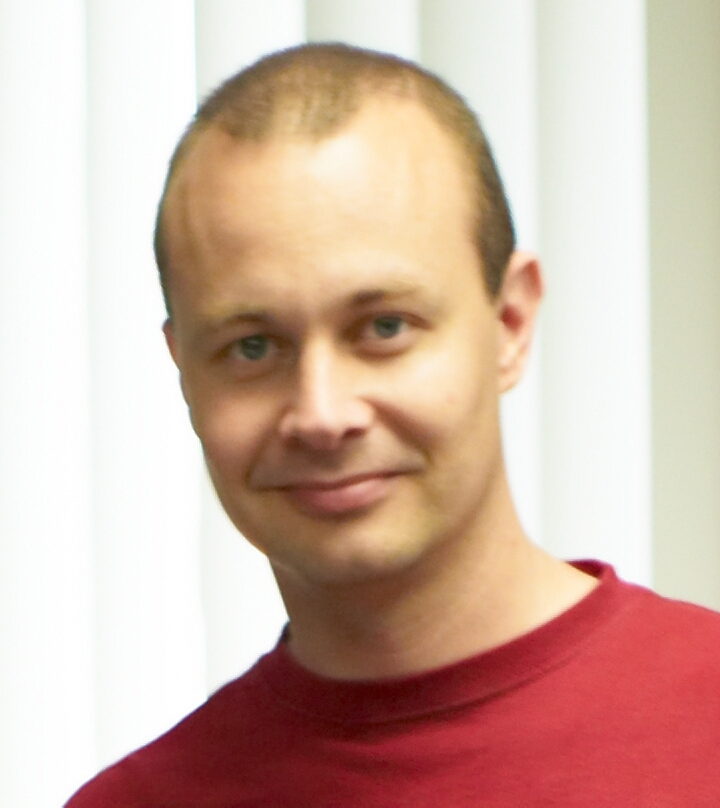
Tom Chilton

Tom Chilton (ur. w 1968) – amerykański projektant gier komputerowych, pracujący w Blizzard Entertainment jako główny projektant gry World of Warcraft.

## Życiorys
Chilton studiował na University of Arizona.
Początkowo pracował w Origin Systems i był głównym projektantem MMORPG Ultima Online. Brał również udział przy tworzeniu trzech rozszerzeń do tej gry: Ultima Online: Third Dawn, Ultima Online: Lord Blackthorn's Revenge i Ultima Online: Age of Shadows. Odszedł z Origin Systems w 2004 roku, gdy Electronic Arts rozwiązało to studio. Następnie wstąpił do Blizzard Entertainment i został jednym z sześciu projektantów, pracujących nad MMORPG World of Warcraft.
Następnie Tom Chilton został głównym projektantem gier w Blizzard Entertainment i głównym projektantem World of Warcraft. Jest on nazywany "guru PvP Blizzarda". Chilton wraz z Robem Pardo i Jeffreyem Kaplanem byli trzema głównymi projektantami World of Warcraft: The Burning Crusade, najszybciej sprzedającej się gry na PC. W społeczności Blizzarda jest znany jako "Kalgan" lub "Evocare".
Chilton bywał również na panelach wydawniczych BlizzCon 2005 w październiku 2005 r. i BlizzCon 2007 w sierpniu 2007 roku. Na BlizzCon 2005 roku był na panelach deweloperskich, gdzie dyskutowano na temat klas postaci, tworzenia lochów, raidów i pól bitewnych. Na BlizzCon 2007 uczestniczył w panelach deweloperskich, gdzie dyskutowano o klasach, PvP, interfejsie użytkownika i modyfikacjach oraz profesjach i przedmiotach. Wystąpił również w licznych panelach podczas BlizzCon 2009, BlizzCon 2011 i BlizzCon 2013.

## Lista gier nad którymi pracował[3]
- Ultima Online: Third Dawn (2001)
- Ultima Online: Lord Blackthorn's Revenge (2002)
- Ultima Online: Age of Shadows (2003)
- World of Warcraft (2004)
- World of Warcraft: The Burning Crusade (2007)
- World of Warcraft: Wrath of the Lich King (2008)